# 雨宮正利
雨宮正利（生年不詳－1548年）是日本戰國時代武將。村上氏家臣。信濃國唐崎城城主。父親是清野清秀。後來成為雨宮昌秀的養子。通稱刑部、三郎兵衛。

## 生平
村上氏的一族，跟隨村上義清。與侵攻北信濃的武田信玄產生激烈對立，在天文17年（1548年）的上田原之戰中與武田氏戰鬥並戰死。